# Aliaga (Nova Ecija)
Aliaga é um município de  segunda classe de renda municipal (d) na província Nova Ecija, nas Filipinas. De acordo com o censo de 1 de maio  de  2020 possui uma população de 70 363 pessoas e 16 853 domicílios.